# Amraut
Amraut – gaun wikas samiti w zachodniej części Nepalu w strefie Lumbini w dystrykcie Nawalparasi. Według nepalskiego spisu powszechnego z 2001 roku liczył on 803 gospodarstw domowych i 4784 mieszkańców (2377 kobiet i 2407 mężczyzn).